# Lodewijk IV van Liegnitz
Lodewijk IV van Liegnitz (Brieg, 19 april 1616 - Liegnitz, 24 november 1663) was van 1639 tot 1654 hertog van Brieg en Ohlau, van 1653 tot 1654 hertog van Wohlau en van 1653 tot aan zijn dood hertog van Liegnitz. Hij behoorde tot de Silezische tak van het huis Piasten.

## Levensloop
Lodewijk IV was de vijfde, maar tweede overlevende zoon van hertog Johan Christiaan van Brieg en diens echtgenote Dorothea Sibylla, dochter van keurvorst Johan George van Brandenburg.
Toen hun vader in 1633 naar Thorn vluchtte, werden Lodewijk IV en zijn oudere broer George III, dit op dat moment in het buitenland studeerden, ook naar daar gestuurd om de verdere ontwikkelingen af te wachten. Toen de Staten op 11 juli 1634 de afwezige Johan Christiaan aanstelde tot directeur van de Silezische Vorstendag, keerde de familie terug naar Brieg. Toen hun vader begin januari 1635 opnieuw in ballingschap naar Thorn ging, moesten Lodewijk en George in Brieg blijven. George werd in 1637 aangesteld tot stadhouder en in 1638 keerde ook hun jongere broer Christiaan op bevel van zijn vader terug naar Brieg.
In 1639 erfden Lodewijk IV en zijn broers George III en Christiaan na het overlijden van hun vader de hertogdommen Brieg en Ohlau. De drie broers regeerden samen en weigerden aanvankelijk om het gebied te verdelen, omdat een relatief kleine erfenis hadden en ze tegelijkertijd een vergoeding moesten geven aan hun halfbroers en -zussen uit het tweede morganatisch huwelijk van hun vader, die uitgesloten waren van erfopvolging. Toen ze na het overlijden van hun oom George Rudolf in 1653 ook de hertogdommen Liegnitz en Wohlau erfden, beslisten de broers alsnog tot een verdeling over te gaan, die in 1654 plaatsvond. Lodewijk IV kreeg Liegnitz, George III Brieg en Christiaan Wohlau en Ohlau.
In 1656 gaf Lodewijk het bevel om in Kriegheide een evangelische kerk te bouwen, die voor meer dan zestig gemeenten in de naburige hertogdom Glogau als grenskerk diende. Ook werd hij in 1648 onder de gezelschapsnaam de Heilzame lid van het Vruchtdragende Gezelschap.
In 1663 stierf Lodewijk IV zonder overlevende nakomelingen na te laten. Het hertogdom Liegnitz werd geërfd door zijn oudere broer George III, die kort daarna zelf overleed. Vervolgens werden de bezittingen van George III geërfd door zijn jongere broer Christiaan, die hierdoor de deelhertogdommen van Liegnitz volledig in handen kreeg.

## Huwelijk en nakomelingen
Op 8 mei 1649 huwde Lodewijk met Anna Sophia (1628-1666), dochter van hertog Johan Albrecht II van Mecklenburg-Güstrow. Ze kregen een zoon:
- Christiaan Albrecht (1651-1652)